# Home Insurance Building
L'Home Insurance Building venne costruito nel 1885 a Chicago, dall'architetto William Le Baron Jenney e fa parte di quel gruppo di edifici, costruiti prima a Chicago, poi a New York a fine Ottocento, che daranno vita alla tipologia del "grattacielo" a causa del loro sviluppo in altezza.
Da molti è ritenuto il primo esempio di grattacielo, per le dimensioni, ma soprattutto per l'uso del telaio metallico, anche se il sistema costruttivo fu poi brevettato da altri nel 1888 ed anche se l'applicazione di questo nuovo schema costruttivo venne fatta con adattamenti costruttivi che ne mettono in rilievo il carattere pionieristico (le pareti in mattoni contribuivano alla struttura).
Le dimensioni dell'edificio (10 piani a cui furono aggiunti altri due piani cinque anni dopo la costruzione) risultavano sorprendenti per l'epoca.
Il progettista William Le Baron Jenney fa parte della cosiddetta Scuola di Chicago che negli anni tra la fine del XIX secolo e l'inizio del XX, opera un rinnovamento del linguaggio architettonico, con l'uso dell'acciaio nelle costruzioni, la semplificazione linguistica, l'enfatizzazione della maglia strutturale e la tendenza allo sviluppo in altezza.